# 香坊駅
香坊駅（こうぼうえき）とは、中華人民共和国黒竜江省ハルビン市香坊区に位置する拉浜線、浜綏線の駅。

## 歴史
- 1898年　開業。

## 隣の駅
中華人民共和国鉄道部
浜綏線
王兆屯駅 - 香坊駅 - 新香坊駅
拉浜線
孫家駅 - 香坊駅 - 王兆屯駅
座標: 北緯45度43分11秒 東経126度40分22秒 / 北緯45.7197度 東経126.6728度